# Oligómero

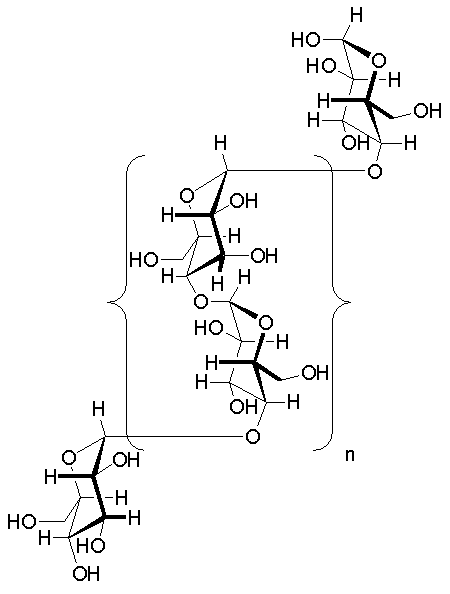
Enlaces 1,4-α-glicosídicos en el oligómero de glucógeno

En química, un oligómero es una molécula polimérica formada por un número reducido de monómeros, es decir, de unidades moleculares independientes, estructuralmente similares, enlazadas en cantidad limitada y generalmente conocida. Si el número de unidades monoméricas es muy reducido, reciben nombres particulares como dímero, para dos unidades estructurales; trímero, en el caso de tres monómeros; si son cuatro un tetrámero y así, sucesivamente. Aunque el término polímero sería aplicable a cualquiera de los casos anteriores, en general, este término se reserva para moléculas con un número de unidades elevado y altas masas moleculares, no siempre establecidas de forma exacta.

## En la química
En Química (Q) un oligómero consiste en un número finito de monómeros (del griego ολιγος, que significa poco o pocos), en contraste con un polímero que, por lo menos en principio, consiste en un número ilimitado de monómeros. Por ejemplo: la glucosa es un monómero, mientras que la sacarosa es un oligómero, ya que está compuesto por glucosa y fructosa, que son dos monómeros. En cambio, el glucógeno es un polímero, ya que está formado por miles de moléculas de glucosa enlazadas.

## En la bioquímica
En Bioquímica (BQ) un oligómero se refiere a un complejo proteico, compuesto por cuatro subunidades. 

subunidades idénticas
Si las subunidades son iguales se llama homooligómero o multímero homotípico. 
subunidades diferentes
Cuando las subunidades son diferentes recibe el nombre de heterooligómero o multímero heterotípico.
- La oligomerización es un proceso químico que agrupó varios monómeros, pero con un grado finito de polimerización. El número de monómeros de un oligómero oscila generalmente entre 2 y 100.

### Tetrámeros
Los tetrámeros están formadas por cuatro subunidades, por ejemplo la hemoglobina y el receptor de insulina.
Homotetrámero
Si el complejo tiene las cuatro subunidades iguales el conjunto se llama homotetrámero.  La enzima fenilalanina hidroxilasa (PAH) de los mamíferos es un ejemplo de cuatro subunidades iguales (dímero de homodímeros).
Heterotetrámero
Si dos o más de las cuatro subunidades son diferentes, la molécula se denomina heterotetrámero o heterotetramérica.

## Ejemplos de oligómeros

La sacarosa es un oligómero (dímero) formado por una molécula de glucosa y otra de fructosa.
La maltotriosa es un oligómero (trímero) formado por tres moléculas de glucosa.
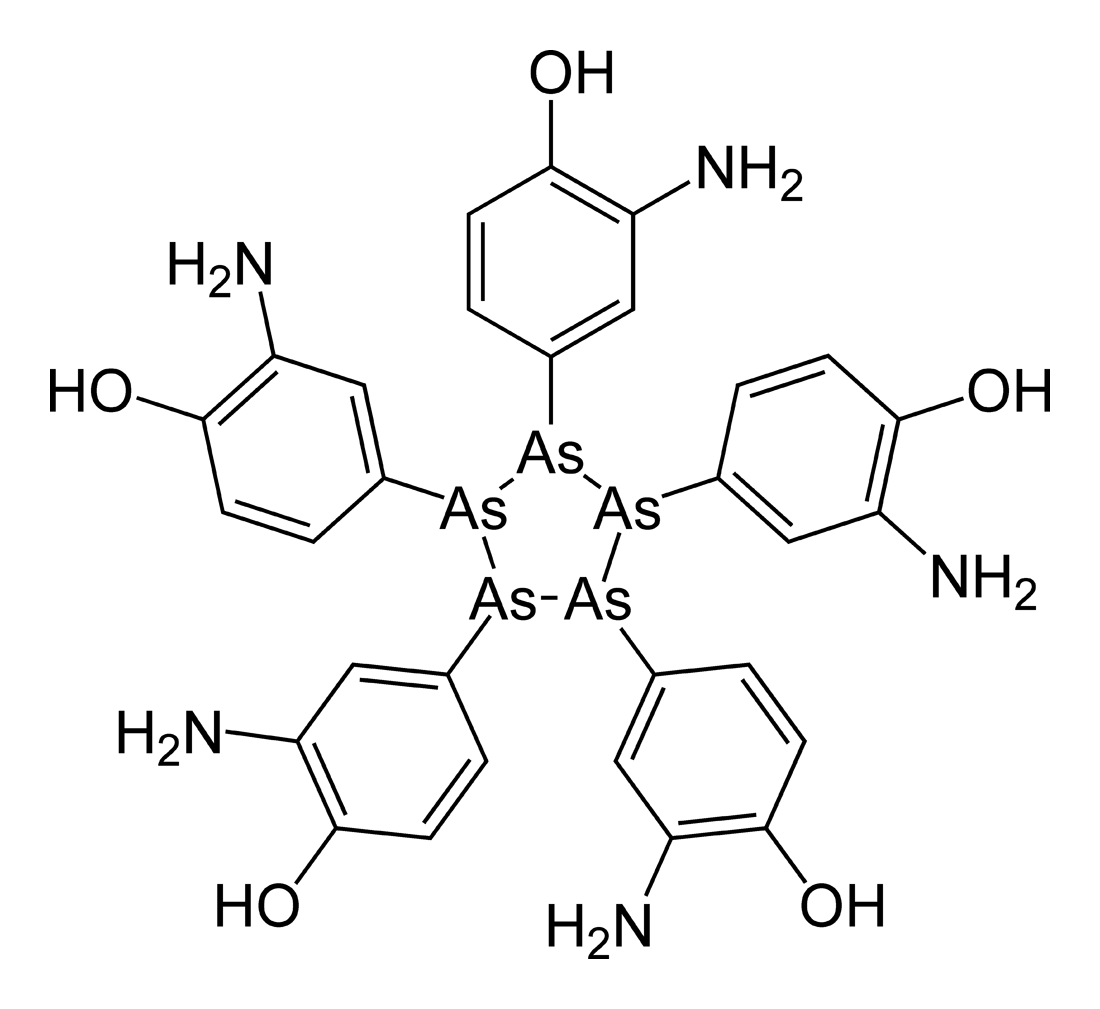
El salvarsan es un oligómero pentámero constituido por cinco unidades.